# 33 Cygni
33 Cygni, som är stjärnans Flamsteed-beteckning, är en ensam stjärna belägen i den norra delen av stjärnbilden Svanen. Den har en genomsnittlig skenbar magnitud på ca 4,28 och är svagt synlig för blotta ögat där ljusföroreningar ej förekommer. Baserat på parallaxmätning inom Hipparcosuppdraget på ca 20,5 mas, beräknas den befinna sig på ett avstånd av ca 159 ljusår (ca 49 parsek) från solen. Den rör sig närmare solen med en heliocentrisk radialhastighet av ca -16 km/s. Eggen (1995) listade den som en kandidat till att ingå i superhopen IC 2391.

## Egenskaper
33 Cygni är en vit till blå underjättestjärna av spektralklass A3 IV-Vn, som visar ett spektrum med egenskaper mellan en stjärna i huvudserien av spektraltyp A och en underjätte i utveckling. Suffixet 'n' anger "diffusa" absorptionslinjer till följd av snabb rotation. Stjärna har en hög projicerad rotationshastighet på 243 km/s. vilken ger den en något tillplattad form med en ekvatorialradie som uppskattas vara 28 procent större än polarradien. Den har en massa som är ca 2,3 solmassor, en radie som är ca 2,8 solradier och utsänder ca 44 gånger mera energi än solen från dess fotosfär vid en effektiv temperatur av ca 8 400 K.
33 Cygni visar ett överskott av infraröd strålning som tyder på närvaro av en omgivande stoftskiva med en temperatur av 500 K vid ett medelavstånd av 1,80 AE från värdstjärnan.
33 Cygni är en misstänkt variabel, som varierar mellan visuell magnitud +4,26 och 4,30 utan någon fastställd periodicitet.